# Masashi Mikami
Masashi Mikami (三上 真史, Mikami Masashi) (20 de junho de 1983) é um ator japonês que teve seu papel mais famoso na série de super sentai GoGo Sentai Boukenger e recentemente entrou para o grupo de atores D-Boys.

## Trabalhos

### Televisão
Ordem: Série (nome em japonês) - papel (emissora, período)
- GoGo Sentai Boukenger (轟轟戦隊ボウケンジャー, Gōgō Sentai Bōkenjā) - Souta Mogami/BoukenBlue (TV Asahi, 2006/2007)

- Bihada Sentai Sparanger - SpaYellow (2007)

### Cinema
- Swing Girls (スウィングガールズ, Suwingu Gāruzu-) Yusuke (2004)

- GoGo Sentai Boukenger The Movie: The Greatest Precious (轟轟戦隊ボウケンジャーTHE MOVIE 最強のプレシャス, GōGō Sentai Bōkenjā Za Mūvī Saikyō no Pureshasu)

- GoGo Sentai Boukenger vs. Super Sentai (轟轟戦隊ボウケンジャー VS スーパー戦隊, GōGō Sentai Bōkenjā Basu Sūpā Sentai)

- Juken Sentai Gekiranger vs. Boukenger (獣拳戦隊ゲキレンジャーＶＳボウケンジャー, Jūken Sentai Gekirenjā tai Bōkenjā)

- Kindan no Koi - Ritsu (2008)

### Séries de internet
- Tokyo Prom Queen - Takeshi (2008)